# Interzona Editora
Interzona Editora es una editorial argentina independiente, fundada en Buenos Aires en 2002. Consta de un catálogo de más de 400 títulos en diez colecciones que abarcan todos los campos de las humanidades.

## Historia
Con más de 400 títulos, Interzona es una editora independiente de apenas 20 títulos anuales. Sus tiradas no superan los 2.500 ejemplares. Cuenta con las colecciones:
- 07-107
- Zona de ficciones
- Zona de poesía
- Zona de traducciones
- Zona de ensayos
- Zona de teatro
- Zona de tesoros
- Zona pulp
- Zona de registros
- Línea c

En 2020 preparó la reedición de Anatomía humana, de Carlos Chernov, ganadora del premio Planeta; El caso Mike, de Gustavo Dessal y El mañana, de Luisa Valenzuela, premio Carlos Fuentes.

## Marcelo Cohen
El escritor argentino Marcelo Cohen es uno de los autores de cabecera de la editorial. Entre sus títulos, figuran:
- Congue, 2012. ISBN 978-987-1180-97-4.
- El país de la dama eléctrica, 2017. ISBN 978-987-21014-9-7.
- El testamento de O'Jaral, 2018. ISBN 978-987-790-038-5.

## Ferias
Participó junto a otras editoras independientes argentinas como Fiordo, Godot, Entropía, Eterna Cadencia, Marea, Blatt & Ríos, Limonero, Adriana Hidalgo, Siglo XXI Editores, Caja negra, Beatriz Viterbo, Mardulce, La Bestia Equilátera, Sigilo y Pequeño Editor, entre muchas otras, en la IX edición de la Feria de Editores, que se llevó a cabo de manera virtual desde el viernes 7 de agosto de 2020 hasta el domingo 9 de agosto, a través del canal oficial de YouTube de la FED.

## Obras destacadas
- La inteligencia, de Henri Bergson, 2015.